# CLSTN1
Calsyntenin-1 là protein ở người được mã hóa bởi gen CLSTN1.

## Ý nghĩa lâm sàng
Đột biến trên gen CLSTN1 thể hiện sự tương quan với cơ chế phát bệnh Alzheimer.

## Tương tác
CLSTN1 có khả năng tương tác với APBA2 và protein tiền chất tinh bột (amyloid precursor protein).